# Ceremito
Il ceremito è un pane dolce tipico di Rio nell'Elba, nell'Isola d'Elba. Il pane tradizionalmente veniva preparato durante il periodo pasquale e donato alla propria amata come simbolo dei sentimenti provati.

## Tradizione
Secondo la tradizione, il ragazzo innamorato la mattina della Domenica delle Palme faceva recapitare alla sua amata un paniere con all'interno il ceremito circondato da fiori, per dichiarare il proprio amore. 
Se la ragazza ricambiava i sentimenti, accettava il dono e ricambiava facendogli recapitare la mattina del giorno di Pasqua una sportella infiocchettata e con al suo interno un uovo benedetto.
I due innamorati potevano poi passare la giornata del Lunedì dell'Angelo insieme in occasione dell'annuale scampagnata all'Eremo di Santa Caterina ed assaporare i rispettivi pegni d'amore.

## Uso contemporaneo
L'usanza di scambiare questi dolci come pegni d'amore è andata perduta, ma rimane viva nel ricordo e nella cultura degli abitanti del posto.
A differenza della sportella, per la quale viene organizzata ogni anno una sagra davanti all'Eremo di Santa Caterina, il ceremito viene cucinato occasionalmente dagli abitanti del posto. Le ricette di entrambi i pani dolci sono inserite all'interno dell'elenco dei Prodotti Agroalimentari Tradizionali (PAT).

## Caratteristiche
Il ceremito è caratterizzato dalla propria forma allusiva, che richiama quella dei genitali maschili: presenta una forma cilindrica, allungata ed intrecciata ed ha come ingredienti principali nel suo impasto la farina e le uova.
Il suo nome deriva da Cerere, la dea della fertilità.

## Preparazione
Per preparare il ceremito bisogna, innanzitutto, disporre la farina a fontana e aggiungere man mano tutti gli ingredienti.
Fatto ciò, occorre impastare come si fa per il pane o la pizza.
L'impasto deve lievitare per circa due ore; una volta lievitato, va usato per formare 2 cilindri di 40 cm di lunghezza e con un diametro di 2,5 cm.
Per dare forma, le estremità dei cilindri vengono prese e, dopo essere state allineate, vengno avvolte su sé stesse diverse volte, lasciando da una parte un grosso occhiello.
La cottura va condotta a 180 gradi fino a cottura ultimata.